# Ủy ban Nông nghiệp, Dinh dưỡng và Lâm nghiệp Thượng viện Hoa Kỳ
Ủy ban Nông nghiệp, Dinh dưỡng và Lâm nghiệp Thượng viện Hoa Kỳ (tiếng Anh: United States Senate Committee on Agriculture, Nutrition, and Forestry) là một ủy ban của Thượng viện Hoa Kỳ được trao quyền giám sát lập pháp đối với tất cả các cơ quan và vấn đề liên quan đến ngành nông nghiệp, các chương trình canh tác, lâm nghiệp và khai thác gỗ, cùng luật liên quan đến dinh dưỡng, kinh tế gia đình và phát triển nông thôn.
Chủ tịch hiện tại là Debbie Stabenow của (D–MI), và Thành viên Xếp hạng là Đảng Cộng hòa John Boozman của (R–AR).

## Thành viên của ủy ban trongQuốc hội khóa 117
| Đa số | Thiểu số |
| --- | --- |
| - Debbie Stabenow, Michigan, Chủ tịch - Patrick Leahy, Vermont - Sherrod Brown, Ohio - Amy Klobuchar, Minnesota - Michael Bennet, Colorado - Kirsten Gillibrand, New York - Tina Smith, Minnesota - Dick Durbin, Illinois - Cory Booker, New Jersey - Ben Ray Luján, New Mexico - Raphael Warnock, Georgia | - John Boozman, Arkansas, Thành viên Xếp hạng - Mitch McConnell, Kentucky - John Hoeven, North Dakota - Joni Ernst, Iowa - Cindy Hyde-Smith, Mississippi - Mike Braun, Indiana - Chuck Grassley, Iowa - John Thune, Nam Dakota - Deb Fischer, Nebraska - Roger Marshall, Kansas - Tommy Tuberville, Alabama |

## Chủ tịch Ủy ban
Ủy ban, dưới nhiều tên gọi khác nhau, có những thượng nghị sĩ sau làm chủ tịch:

### Ủy ban Nông nghiệp, 1825–1857
| Chủ tịch | Chủ tịch            | Đảng          | Tiểu bang      | Nhiệm kỳ  |
| -------- | ------------------- | ------------- | -------------- | --------- |
|          | William Findlay     | Jacksonian    | Pennsylvania   | 1825–1826 |
|          | Calvin Willey       | Adams         | Connecticut    | 1826–1827 |
|          | John Branch         | Jacksonian    | North Carolina | 1827–1828 |
|          | Ephraim Bateman     | Adams         | New Jersey     | 1828–1829 |
|          | Charles D. Bouligny | Adams         | Louisiana      | 1829      |
|          | William Marks       | Chống Jackson | Pennsylvania   | 1829–1831 |
|          | Horatio Seymour     | Chống Jackson | Vermont        | 1831–1833 |
|          | Bedford Brown       | Jacksonian    | North Carolina | 1833–1836 |
|          | John Trang          | Jacksonian    | New Hampshire  | 1836–1837 |
|          | Perry Smith         | Dân chủ       | Connecticut    | 1837–1839 |
|          | Alexander Mouton    | Dân chủ       | Louisiana      | 1839–1841 |
|          | Lewis F. Linn       | Dân chủ       | Missouri       | 1841–1843 |
|          | William Upham       | Whig          | Vermont        | 1843–1845 |
|          | Daniel Sturgeon     | Dân chủ       | Pennsylvania   | 1845–1851 |
|          | Presley Spruance    | Whig          | Delaware       | 1851      |
|          | Pierre Soule        | Dân chủ       | Louisiana      | 1851–1853 |
|          | Philip Allen        | Dân chủ       | Rhode Island   | 1853–1857 |

### Ủy ban Nông nghiệp, 1863–1884
| Chủ tịch | Chủ tịch                   | Đảng                | Tiểu bang    | Nhiệm kỳ  |
| -------- | -------------------------- | ------------------- | ------------ | --------- |
|          | John Sherman               | Cộng hòa            | Ohio         | 1863–1864 |
|          | James H. Lane              | Cộng hòa            | Kansas       | 1864–1865 |
|          | John Sherman               | Cộng hòa            | Ohio         | 1865–1867 |
|          | Simon Cameron              | Cộng hòa            | Pennsylvania | 1867–1871 |
|          | Oliver Morton              | Cộng hòa            | Indiana      | 1871–1872 |
|          | Frederick T. Frelinghuysen | Cộng hòa            | New Jersey   | 1872–1877 |
|          | Algernon S. Paddock        | Cộng hòa            | Nebraska     | 1877–1879 |
|          | John Johnston              | Dân chủ             | Virginia     | 1879–1881 |
|          | William Mahone             | Readjuster/Cộng hòa | Virginia     | 1881–1883 |
|          | Warner Miller              | Cộng hòa            | Newyork      | 1883–1884 |

### Ủy ban Nông nghiệp và Lâm nghiệp, 1884–1977
| Chủ tịch | Chủ tịch             | Đảng     | Tiểu bang      | Nhiệm kỳ  |
| -------- | -------------------- | -------- | -------------- | --------- |
|          | Warner Miller        | Cộng hòa | New York       | 1884–1887 |
|          | Thomas Palmer        | Cộng hòa | Michigan       | 1887–1889 |
|          | Algernon S. Paddock  | Cộng hòa | Nebraska       | 1889–1893 |
|          | James Z. George      | Dân chủ  | Mississippi    | 1893–1895 |
|          | Redfield Proctor     | Cộng hòa | Vermont        | 1895–1908 |
|          | Henry C. Hansbrough  | Cộng hòa | North Dakota   | 1908–1909 |
|          | Jonathan P. Dolliver | Cộng hòa | Iowa           | 1909–1910 |
|          | Henry E. Burnham     | Cộng hòa | New Hampshire  | 1911–1913 |
|          | Thomas P. Gore       | Dân chủ  | Oklahoma       | 1913–1919 |
|          | Asle J. Gronna       | Cộng hòa | North Dakota   | 1919–1921 |
|          | George W. Norris     | Cộng hòa | Nebraska       | 1921–1926 |
|          | Charles McNary       | Cộng hòa | Oregon         | 1926–1933 |
|          | Ellison D. Smith     | Dân chủ  | South Carolina | 1933–1944 |
|          | Elmer Thomas         | Dân chủ  | Oklahoma       | 1944–1947 |
|          | Arthur Capper        | Cộng hòa | Kansas         | 1947–1949 |
|          | Elmer Thomas         | Dân chủ  | Oklahoma       | 1949–1951 |
|          | Allen J. Ellender    | Dân chủ  | Louisiana      | 1951–1953 |
|          | George D. Aiken      | Cộng hòa | Vermont        | 1953–1955 |
|          | Allen J. Ellender    | Dân chủ  | Louisiana      | 1955–1971 |
|          | Herman E. Talmadge   | Dân chủ  | Georgia        | 1971–1977 |

### Ủy ban Nông nghiệp, Dinh dưỡng và Lâm nghiệp, 1977–nay
| Chủ tịch | Chủ tịch           | Đảng     | Tiểu bang      | Nhiệm kỳ  |
| -------- | ------------------ | -------- | -------------- | --------- |
|          | Herman E. Talmadge | Dân chủ  | Georgia        | 1977–1981 |
|          | Jesse Helms        | Cộng hòa | North Carolina | 1981–1987 |
|          | Patrick Leahy      | Dân chủ  | Vermont        | 1987–1995 |
|          | Richard G. Lugar   | Cộng hòa | Indiana        | 1995–2001 |
|          | Thomas Harkin      | Dân chủ  | Iowa           | 2001      |
|          | Richard G. Lugar   | Cộng hòa | Indiana        | 2001      |
|          | Thomas Harkin      | Dân chủ  | Iowa           | 2001–2003 |
|          | Thad Cochran       | Cộng hòa | Mississippi    | 2003–2005 |
|          | Saxby Chambliss    | Cộng hòa | Georgia        | 2005–2007 |
|          | Tom Harkin         | Dân chủ  | Iowa           | 2007–2009 |
|          | Blanche Lincoln    | Dân chủ  | Arkansas       | 2009–2011 |
|          | Debbie Stabenow    | Dân chủ  | Michigan       | 2011–2015 |
|          | Pat Roberts        | Cộng hòa | Kansas         | 2015–2021 |
|          | Debbie Stabenow    | Dân chủ  | Michigan       | 2021–nay  |

Ghi chú:
1. ↑  Vào ngày 4 tháng 3 năm 1851, khi triệu tập phiên họp đặc biệt, Thượng viện đã nêu: "Rằng các ủy ban của Thượng viện tại phiên họp đặc biệt này sẽ được thành lập như tại kỳ họp gần nhất của Quốc hội, ngoại trừ những chủ tịch đã kết thúc nhiệm kỳ thượng nghị sĩ. Nếu trường hợp này xảy ra, nhiệm kỳ chủ tịch mới sẽ do một thượng nghị khác nắm giữ. ” Nhiệm kỳ của cả chủ tịch (Daniel Sturgeon) và thành viên cao cấp thứ 2 của ủy ban này đã hết hạn nên Presley Spruance trở thành chủ tịch trong danh sách này.
2. ↑  Vào đầu Quốc hội khóa 107, tháng 1 năm 2001, Thượng viện bị chia đều. Với việc Tổng thống Bill Clinton và Phó Tổng thống Al Gore của đảng Dân chủ vẫn còn phục vụ cho đến ngày 20 tháng 1, Phó Tổng thống Gore có quyền bỏ phiếu phá vỡ thế hoà và do đó đảng Dân chủ kiểm soát Thượng viện trong 17 ngày, từ ngày 3 tháng 1 đến ngày 20 tháng 1. Vào ngày 3 tháng 1, Thượng viện đã thông qua S. Res. 7 chỉ định các thượng nghị sĩ Đảng Dân chủ làm chủ tịch ủy ban phục vụ trong thời kỳ này và các chủ tịch đảng Cộng hòa sẽ phục vụ có hiệu lực vào trưa ngày 20 tháng 1 năm 2001.
3. ↑  Vào ngày 6 tháng 6 năm 2001, Đảng Dân chủ nắm quyền kiểm soát Thượng viện sau khi Thượng nghị sĩ James Jeffords (VT) chuyển từ Đảng Cộng hòa sang Độc lập và tuyên bố rằng ông sẽ họp kín với Đảng Dân chủ.